# 투야 플리카타

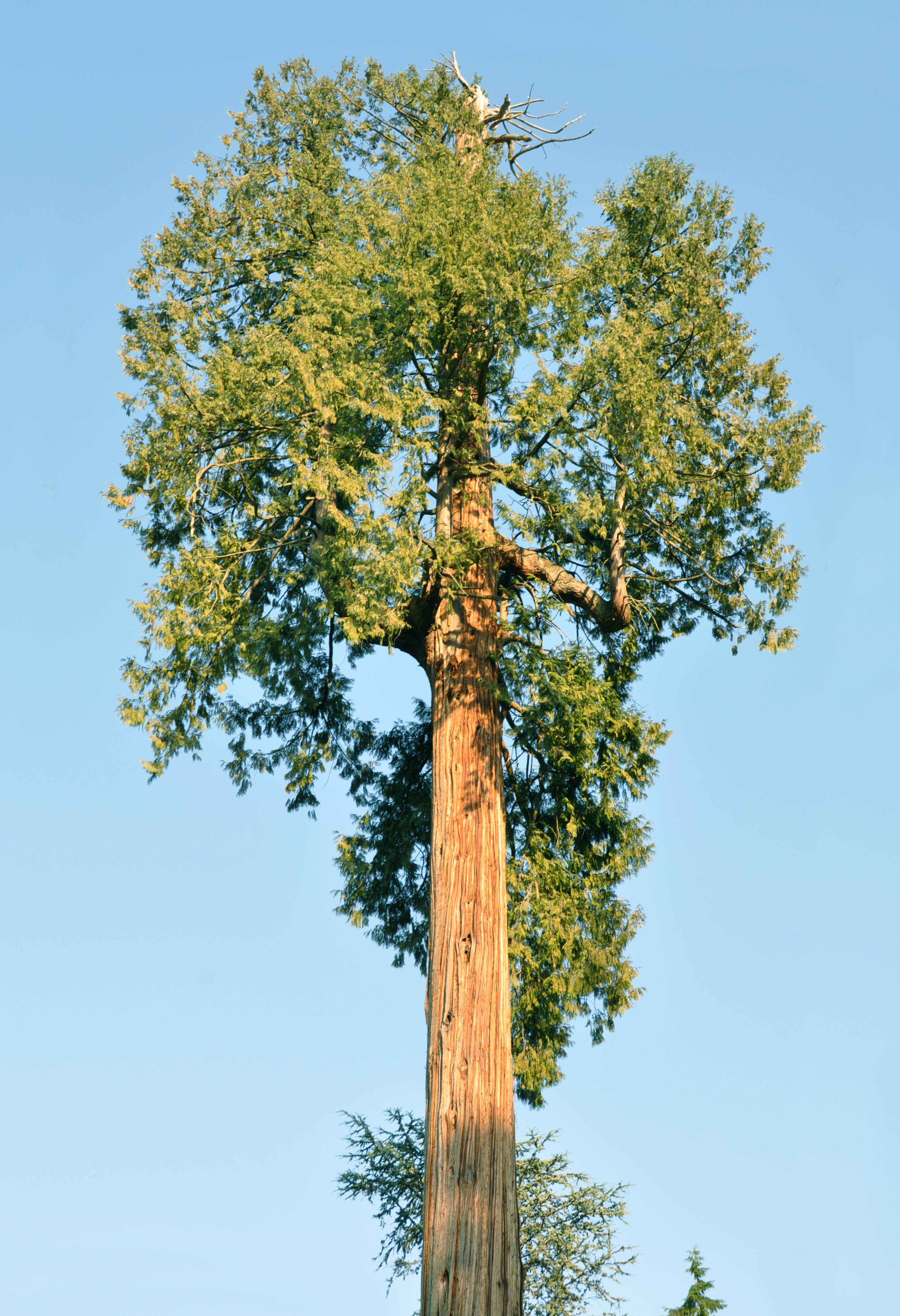
벤쿠버의 나이가 오래 된 나무

투야 플리카타(Thuja plicata)는 북미 태평양 북서부가 원산지인 측백나무과(Cupressaceae)에 속하는 커다란 상록 침엽수이다. 이것은 개잎갈나무속의 진정한 삼나무가 아니다. T. 플리카타는 눈측백속에서 가장 큰 종으로 키가 70m(230ft), 직경이 7m(23ft)까지 자란다. 주로 온화한 기후와 강우량이 많은 지역에서 자란다. 그러나 때로는 젖은 계곡 바닥이나 산천변과 같이 일년 내내 물을 사용할 수 있는 건조한 지역에도 존재한다. 이 종은 그늘에 잘 견디고 산림 하층에 정착할 수 있으므로 극상종으로 간주된다. 이 나무는 매우 오래 사는 나무이며, 일부 표본은 1,000년이 훨씬 넘는 나이도 있다.
태평양 북서부의 원주민들은 카누, 토템폴, 도구를 만드는 등 다양한 목적으로 이 종의 목재를 사용한다. 원주민들은 나무껍질을 수확하여 섬유질로 가공하여 밧줄, 바구니, 의류, 비옷 등을 만드는 데 사용한다. 용도가 다양하기 때문에 이 종은 이 사람들에게 문화적으로 매우 중요하다. 서부산 삼나무는 방향성이 있고 부패에 강하며 지붕널 및 사이딩 건축과 같은 용도로 사용된다. 북유럽과 뉴질랜드 등 세계 다른 지역의 온대 지역에도 도입되었다.